# Independent Spirit Award/Beste Hauptdarstellerin

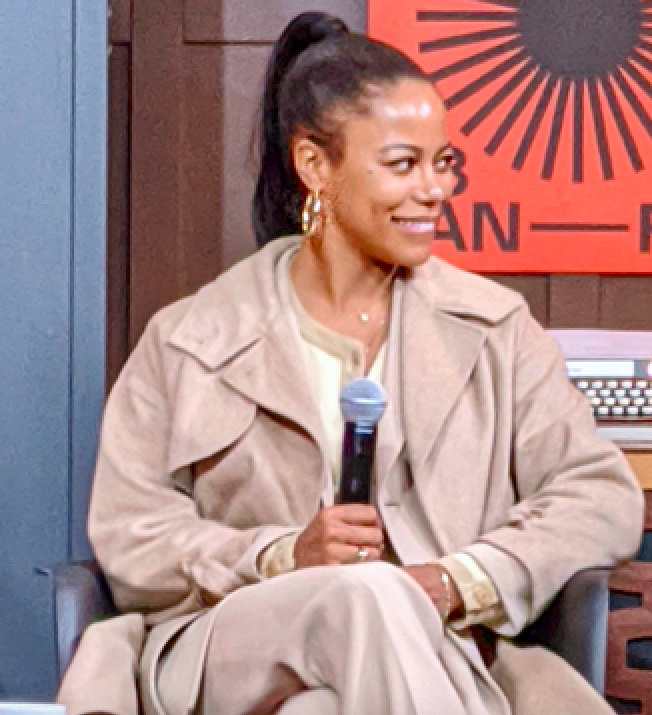
Letzte Preisträgerin 2022: Taylour Paige (Zola)

Der Independent Spirit Award in der Kategorie Beste Hauptdarstellerin (Best Female Lead) wurde von 1986 bis 2022 verliehen. Damit ehrte die Organisation Film Independent die aus ihrer Sicht beste Schauspielerin im vergangenen Kinojahr in einer Hauptrolle. Im Jahr 2023 wurde die Kategorie durch den genderneutralen Preis für die Beste Hauptrolle ersetzt.
In den Jahren 1986, 1997, 2000, 2004, 2011, 2013, 2014, 2015, 2016, 2018 und 2020 stimmte die Preisträgerin mit der Oscar-Gewinnerin in der Kategorie Beste Hauptdarstellerin überein.
| Statistik                          | Name              | Anzahl | Jahr                    |
| Häufigste Auszeichnungen           | Frances McDormand | 2      | 1997, 2018              |
| Häufigste Auszeichnungen           | Julianne Moore    | 2      | 2003, 2015              |
| Häufigste Nominierungen (* = Sieg) | Michelle Williams | 4      | 2007, 2009, 2011, 2012* |
| Häufigste Nominierungen ohne Sieg  | Catherine Keener  | 3      | 1993, 1997, 2003        |

## 1980er-Jahre
1986
Geraldine Page – A Trip to Bountiful – Reise ins Glück (The Trip to Bountiful)
- Rosanna Arquette – Die Zeit nach Mitternacht (After Hours)
- Laura Dern – Bedrohliches Geflüster (Smooth Talk)
- Lori Singer – Trouble in Mind

1987
Isabella Rossellini – Blue Velvet
- Elpidia Carrillo – Salvador
- Patricia Charbonneau – Desert Hearts
- Laura Dern – Blue Velvet
- Tracy Camilla Johns – Nola Darling (She’s Gotta Have It)

1988
Sally Kirkland – Anna… Exil New York (Anna)
- Lillian Gish – Wale im August (The Whales of August)
- Louise Smith – Working Girls
- Debra Stipe – Harte Männer tanzen nicht (Tough Guys Don’t Dance)
- Joanne Woodward – Die Glasmenagerie (The Glass Menagerie)

1989
Jodie Foster – Pinguine in der Bronx (Five Corners)
- Ricki Lake – Hairspray
- Nobu McCarthy – The Wash
- Julia Roberts – Pizza Pizza – Ein Stück vom Himmel (Mystic Pizza)
- Meg Ryan – Promised Land

## 1990er-Jahre
1990
Andie MacDowell – Sex, Lügen und Video (Sex, Lies, and Videotape)
- Youki Kudoh – Mystery Train
- Kelly Lynch – Drugstore Cowboy
- Winona Ryder – Heathers
- Annabella Sciorra – Wahre Liebe (True Love)

1991
Anjelica Huston – Grifters (The Grifters)
- Mary Alice – Zorniger Schlaf (To Sleep with Anger)
- Eszter Bálint – Nach uns die Sintflut (Bail Jumper)
- Carolyn Farina – Metropolitan – Verdammt, bourgeois, verliebt (Metropolitan)
- Joanne Woodward – Mr. & Mrs. Bridge

1992
Judy Davis – Verliebt in Chopin (Impromptu)
- Patsy Kensit – Twenty-One
- Mimi Rogers – Dunkle Erleuchtung (The Rapture)
- Lili Taylor – Eine unhimmlische Mission (Bright Angel)
- Lily Tomlin – The Search for Signs of Intelligent Life in the Universe

1993
Fairuza Balk – Gas Food Lodging - Verlorene Herzen (Gas Food Lodging)
- Edie Falco – Laws of Gravity
- Catherine Keener – Johnny Suede
- Sheryl Lee – Twin Peaks – Der Film (Twin Peaks: Fire Walk with Me)
- Cynda Williams – One False Move

1994
Ashley Judd – Ruby in Paradise
- May Chin – Das Hochzeitsbankett (喜宴, Hsi yen)
- Ariyan A. Johnson – Brooklyn Girl
- Emma Thompson – Viel Lärm um nichts (Much Ado About Nothing)
- Suzy Amis – Little Jo – Eine Frau unter Wölfen (The Ballad of Little Jo)

1995
Linda Fiorentino – Die letzte Verführung (The Last Seduction)
- Jennifer Jason Leigh – Mrs. Parker und ihr lasterhafter Kreis (Mrs. Parker and the Vicious Circle)
- Karen Sillas – What Happened Was...
- Lauren Luna Vélez – Life is Trouble (I Like It Like That)
- Chien-Lien Wu – Eat Drink Man Woman (飲食男女, Yǐn Shí Nán Nǚ)

1996
Elisabeth Shue – Leaving Las Vegas
- Jennifer Jason Leigh – Georgia
- Elina Löwensohn – Nadja
- Julianne Moore – Safe
- Lili Taylor – The Addiction

1997
Frances McDormand – Fargo
- María Conchita Alonso – Caught – Im Netz der Leidenschaft (Caught)
- Scarlett Johansson – Manny & Lo
- Catherine Keener – Walking and Talking
- Renée Zellweger – Liebe auf dem Prüfstand (The Whole Wide World)

1998
Julie Christie – Liebesflüstern (Afterglow)
- Stacy Edwards – In the Company of Men
- Alison Folland – All Over Me
- Lisa Harrow – Sunday
- Robin Wright Penn – Loved

1999
Ally Sheedy – High Art
- Katrin Cartlidge – Claire Dolan
- Christina Ricci – The Opposite of Sex – Das Gegenteil von Sex (The Opposite of Sex)
- Robin Tunney – Niagara, Niagara
- Alfre Woodard – Down in the Delta

## 2000er-Jahre
2000
Hilary Swank – Boys Don’t Cry
- Diane Lane – A Walk on the Moon
- Janet McTeer – Tumbleweeds
- Susan Traylor – Valerie Flake
- Reese Witherspoon – Election

2001
Ellen Burstyn – Requiem for a Dream
- Joan Allen – Rufmord – Jenseits der Moral (The Contender)
- Sanaa Lathan – Love and Basketball (Love & Basketball)
- Laura Linney – You Can Count on Me
- Kelly Macdonald – Two Family House

2002
Sissy Spacek – In the Bedroom
- Kim Dickens – Things Behind the Sun
- Molly Parker – Macht der Begierde (The Center of the World)
- Tilda Swinton – The Deep End – Trügerische Stille (The Deep End)
- Kerry Washington – Lift

2003
Julianne Moore – Dem Himmel so fern (Far from Heaven)
- Jennifer Aniston – The Good Girl
- Maggie Gyllenhaal – Secretary
- Catherine Keener – Lovely & Amazing
- Parker Posey – Personal Velocity: Three Portraits

2004
Charlize Theron – Monster
- Agnes Bruckner – Blue Car – Poesie des Sommers (Blue Car)
- Zooey Deschanel – All the Real Girls
- Samantha Morton – In America
- Elisabeth Moss – Virgin

2005
Catalina Sandino Moreno – Maria voll der Gnade (Maria Full of Grace)
- Kimberly Elise – Woman Thou Art Loosed
- Vera Farmiga – Down to the Bone
- Judy Marte – On the Outs
- Kyra Sedgwick – Cavedweller

2006
Felicity Huffman – Transamerica
Dina Korzun – Forty Shades of Blue
Laura Linney – Der Tintenfisch und der Wal (The Squid and the Whale)
S. Epatha Merkerson – Lackawanna Blues
Cyndi Williams – Room

2007
Shareeka Epps – Half Nelson
- Catherine O’Hara – Es lebe Hollywood (For Your Consideration)
- Elizabeth Reaser – Sweet Land
- Michelle Williams – Land of Plenty
- Robin Wright Penn – Sorry, Haters

2008
Elliot Page – Juno
- Angelina Jolie – Ein mutiger Weg (A Mighty Heart)
- Sienna Miller – Interview
- Parker Posey – Broken English
- Tang Wei – Gefahr und Begierde (色，戒, Sè, jiè)

2009
Melissa Leo – Frozen River
- Summer Bishil – Unverblümt – Nichts ist privat (Towelhead)
- Anne Hathaway – Rachels Hochzeit (Rachel Getting Married)
- Tarra Riggs – Ballast
- Michelle Williams – Wendy and Lucy

## 2010er-Jahre
2010
Gabourey Sidibe – Precious – Das Leben ist kostbar (Precious: Based on the Novel “Push” by Sapphire)
- Maria Bello – Downloading Nancy
- Nisreen Faour – Amreeka
- Helen Mirren – Ein russischer Sommer (The Last Station)
- Gwyneth Paltrow – Two Lovers

2011
Natalie Portman – Black Swan
- Annette Bening – The Kids Are All Right
- Greta Gerwig – Greenberg
- Nicole Kidman – Rabbit Hole
- Jennifer Lawrence – Winter’s Bone
- Michelle Williams – Blue Valentine

2012
Michelle Williams – My Week with Marilyn
- Lauren Ambrose – About Sunny
- Rachael Harris – Natural Selection
- Adepero Oduye – Pariah
- Elizabeth Olsen – Martha Marcy May Marlene

2013
Jennifer Lawrence – Silver Linings (Silver Linings Playbook)
- Linda Cardellini – Return
- Emayatzy Corinealdi – Middle of Nowhere
- Quvenzhané Wallis – Beasts of the Southern Wild
- Mary Elizabeth Winstead – Smashed

2014
Cate Blanchett – Blue Jasmine
- Julie Delpy – Before Midnight
- Gaby Hoffmann – Crystal Fairy & the Magical Cactus and 2012
- Brie Larson – Short Term 12
- Shailene Woodley – The Spectacular Now – Perfekt ist jetzt (The Spectacular Now)

2015
Julianne Moore – Still Alice – Mein Leben ohne Gestern (Still Alice)
- Marion Cotillard – The Immigrant
- Rinko Kikuchi – Kumiko, the Treasure Hunter
- Jenny Slate – Obvious Child
- Tilda Swinton – Only Lovers Left Alive

2016
Brie Larson – Raum (Room)
- Cate Blanchett – Carol
- Rooney Mara – Carol
- Bel Powley – The Diary of a Teenage Girl
- Kitana Kiki Rodriguez – Tangerine L.A. (Tangerine)

2017
Isabelle Huppert – Elle
- Annette Bening – Jahrhundertfrauen (20th Century Women)
- Sasha Lane – American Honey
- Ruth Negga – Loving
- Natalie Portman – Jackie: Die First Lady (Jackie)

2018
Frances McDormand – Three Billboards Outside Ebbing, Missouri
- Salma Hayek – Beatriz at Dinner
- Margot Robbie – I, Tonya
- Saoirse Ronan – Lady Bird
- Shinobu Terajima – Oh Lucy!
- Regina Williams – Life & Nothing More

2019
Glenn Close – Die Frau des Nobelpreisträgers (The Wife)
- Elsie Fisher – Eighth Grade
- Toni Collette – Hereditary – Das Vermächtnis (Hereditary)
- Helena Howard – Madeline’s Madeline
- Regina Hall – Support the Girls
- Carey Mulligan – Wildlife

## 2020er-Jahre
2020
Renée Zellweger – Judy
- Karen Allen – Colewell
- Hong Chau – Driveways
- Elisabeth Moss – Her Smell
- Mary Kay Place – Diane
- Alfre Woodard – Clemency

2021
Carey Mulligan – Promising Young Woman
- Nicole Beharie – Miss Juneteenth
- Viola Davis – Ma Rainey’s Black Bottom
- Sidney Flanigan – Niemals Selten Manchmal Immer (Never Rarely Sometimes Always)
- Julia Garner – The Assistant
- Frances McDormand – Nomadland

2022
Taylour Paige – Zola
- Isabelle Fuhrman – Die Novizin (The Novice)
- Brittany S. Hall – Test Pattern
- Patti Harrison – Together Together
- Kali Reis – Catch the Fair One – Von der Beute zum Raubtier (Catch the Fair One)